# Jan Bauer (Politiker)
Jan Christian Fritz Bauer (* 27. November 1980 in Hamburg) ist ein deutscher Politiker (CDU). Seit 2022 ist er Abgeordneter des Niedersächsischen Landtags.

## Leben
Bauer wuchs in Tostedt auf. An der dortigen Erich-Kästner-Realschule legte er seinen Realschulabschluss ab. Anschließend erreichte er den erweiterten Sekundarabschluss. Von 1997 bis 2000 machte er eine Berufsausbildung zum Industriekaufmann bei den Buchholzer Stadtwerken. Von 2000 bis zu seinem Einzug in den Landtag 2022 war er in verschiedenen Positionen bei den Buchholzer Stadtwerken tätig. Berufsbegleitend bildete er sich bei der Handelskammer Hamburg zum Industriefachwirt und Betriebswirt weiter.
Bauer ist verheiratet, hat zwei Kinder und lebt in Buchholz-Dibbersen.

## Politik
Bauer ist Mitglied der CDU. Er gehört dem Ortsrat von Dibbersen an. Im Stadtrat der Stadt Buchholz ist er Mitglied des Fraktionsvorstandes und Vorsitzender des Ausschusses für Stadtentwicklung, Umwelt, Mobilität und Klimaschutz. Jan Bauer ist stv. Bürgermeister der Stadt Buchholz.
Zudem ist er Mitglied des Kreistags des Landkreises Harburg. Dort ist er Vorsitzender des Ausschusses für Ordnungs- und Feuerschutz, Mitglied im Ausschuss für Schule und Sport sowie Mitglied des Aufsichtsrates der Wirtschaftsförderungsgesellschaft im Landkreis Harburg (WLH)
Bei der Landtagswahl in Niedersachsen 2022 zog Bauer über das Direktmandat im Wahlkreis Buchholz in den Niedersächsischen Landtag ein. Dort ist er Mitglied im „Ausschuss für Soziales, Arbeit, Gesundheit und Gleichstellung“ und stellvertretendes Mitglied in den Ausschüssen „Kultur“, „Tourismus“, „Umwelt, Energie, Bauen und Klimaschutz“ sowie im „Petitionsausschuss“.